# Bhola Sadar
Bhola Sadar (en bengali : ভোলা সদর) est une upazila du Bangladesh dans le district de Bhola. En 2011, on y dénombrait 430 520 habitants.